# Calamotropha abjectella
Calamotropha abjectella là một loài bướm đêm trong họ Crambidae.